# آلدینگتون کنت
آلدینگتون کنت (به انگلیسی: Aldington) یک روستا و محله مدنی در بریتانیا است که در Ashford واقع شده‌است. آلدینگتون کنت ۱۸٫۲۳ کیلومتر مربع مساحت و ۱٬۲۴۸ نفر جمعیت دارد.